# Travis Alexander-gyilkosság
Travis Victor Alexander (1977. július 28. – 2008. június 4.) amerikai értékesítő, akit exbarátnője, Jodi Ann Arias (született: 1980. július 9.) gyilkolt meg az Arizona állambeli Mesában. Ariast bűnösnek mondták ki szándékos emberölés bűntette miatt 2013. május 8-án, és tényleges életfogytiglani börtönbüntetésre ítélték 2015. április 13-án.
A gyilkosság során Alexander több késszúrást és egy fejlövést is kapott. Arias azt állította, hogy önvédelemből ölt, de ez az állítás nem győzte meg a törvényszéket. A gyilkosságnak és a tárgyalásnak óriási visszhangja volt az Egyesült Államokban.

## Családi háttér
Travis Alexander 1977. július 28-án született Kaliforniában, Riverside-ban, Gary David Alexander (1948–1997) és Pamela Elizabeth Morgan Alexander (1953–2005) gyermekeként. 11 éves korában Travis apai nagyszüleihez költözött, akik megismertették vele Az Utolsó Napok Szentjeinek Jézus Krisztus Egyházát (LDS). Apja 1997. júliusában bekövetkezett halála után hét testvérét szintén az apai nagymama vette magához. Alexander értékesítő és motivációs előadó volt a Pre-Paid Legal Services (PPL) nevű cégnél.
Jodi Arias 1980. július 9-én született Salinasban, Kaliforniában William és Sandra (Allen) Arias gyermekeként. Jodi 2006 szeptemberében találkozott Travis Alexanderrel egy PPL-konferencián Las Vegasban (Nevada). Arias áttért Alexander mormon hitére, és 2006. november 26-án egy dél-kaliforniai szertartás során hivatalosan is az LDS-egyház tagja lett. Alexander és Arias 2007 februárjában kezdett együttjárni. Arias Mesába költözött, hogy közelebb legyen Alexanderhez. 2007 márciusában a nő Yrekába, Kaliforniába költözött nagyszüleihez.
Alexander és Arias megszakításokkal ugyan, de másfél évig járt együtt, gyakran távkapcsolatban, ingázva arizonai és a kaliforniai otthonaik között. Alexander barátai, akik ismerték Ariast, és együtt látták őket, inkább rossz véleménnyel voltak a lányról, mondván, hogy a kapcsolat szokatlanul viharosan alakult, és hogy Arias viselkedése aggasztó volt.

## Gyilkosság
Travis Alexander 2008. június 4-én halt meg. Holttestén 27–29 késszúrást találtak, a torka el volt vágva, és egy lőtt seb is volt a fején, a jobb szemöldöke felett. Kevin Horn orvosszakértő megállapította, hogy Alexander nyaki gyűjtőerét, nyaki ütőerét és légcsövét elmetszették, és hogy Alexander kezén védekezésből adódó sebek is voltak. Horn azt is bebizonyította, hogy Alexander „lehetségesen” már halott volt a lövés bekövetkezésekor, és hogy a hátsó sebei felületesek voltak. Alexander halálát egyértelműen gyilkosság okozta. Riverside Olivewood temetőjébe temették.

## Nyomozás
2008 elején Alexander bejelentette, hogy Ariasszal a munkája miatt Cancúnba, Mexikóba utazik, amely június 15-én lett volna esedékes. Áprilisban Alexander azt kérte, hogy hadd válasszon új útitársat egy másik nő személyében. 2008. május 28-án Arias nagyszülei házába (ahol maga Arias is élt) betörtek. Az ellopott tárgyak között egy 0,25 kaliberű automatikus Colt pisztoly is volt, amelyet soha többé nem találtak meg. Ennek a nyomozás során komoly jelentősége lett, mert egy ugyanilyen kaliberű fegyverből származó töltényhüvelyt találtak Alexander teste közelében a gyilkosság helyszínén.
Június 2-án, 01:00 és 3:00 óra között Arias négyszer hívta Alexandert, de nem sikerült semmit megbeszélniük, mivel a leghosszabb hívás tizenhét másodpercig tartott. 3:00 után Alexander kétszer hívta Ariast. Az egyik beszélgetés tizennyolc percig, a második 41 percig tartott. 4:03-kor Arias hívta Alexandert. Ekkor két percig és 48 másodpercig beszéltek. Ezeket a hívásokat és azok átiratait nem mutatták be a Jodi Arias tárgyalásán. 5:39-kor Arias elindult dél felé, hogy autót béreljen egy hosszú Utah-i útra, ahogy azt a Shell Food Mart-ban történő Yreka-i tankolása is bizonyítja. Június 2-án, 8:04 órakor Arias a Budget Rent a Carban, Reddingben, Kaliforniában bérelt autót. Jelezte, hogy Reddingben visszajuttatja az autót a Budgethez. Arias meglátogatta barátait Dél-Kaliforniában a Utahba tartó útja közben, ahova a PPL konferencia miatt utazott, és hogy találkozzon Ryan Burnsszel, a PPL egy dolgozójával. Június 3-án a késő esti órákban Arias Salt Lake City felé indult.
Alexander június 4-e estjén nem válaszolt egy fontos konferenciahívásra. Másnap Arias találkozott Burnsszel a Utah-i West Jordan Salt Lake City szomszédságában, és részt vett a konferencia üzleti találkozóin. Később Burns elmondta, hogy feltűnt neki, hogy Arias korábban szőke haja most sötétbarna volt, a kezein pedig vágások voltak. Június 6-án Arias elhagyta Salt Lake Cityt, és nyugat felé indult Kalifornia felé. Többször hívta Alexandert, és több hangüzenetet is hagyott neki. Elérte Alexander telefonos hangposta-rendszerét is. Amikor Arias június 7-én visszaadta a bérelt autót, már körülbelül 2800 mérföldnyi (4500 km-nyi) utat tett meg vele. A bérbeadó elmondta, hogy az autó padlószőnyege hiányzott, és az első és a hátsó üléseken piros foltok voltak. Nem lehetett bizonyítani, hogy az autónak megvolt a padlószőnyege, amikor Arias kibérelte azt, és a foltok eredetét sem lehetett ellenőrizni, mivel az autót kitakarították, mielőtt a rendőrség megvizsgálhatta volna.
Június 9-én, miután nem tudták elérni Alexandert, aggódó barátai elmentek a férfi otthonába. A lakótársai akkor már több napja nem látták őt, de mivel úgy tudták, hogy elutazott, nem gondoltak semmi rosszra. Miután találtak egy kulcsot Travis hálószobájához, beléptek, és a folyosón hatalmas vértócsákat vettek észre, a fürdőszobában pedig megtalálták barátjuk zuhanyzóban heverő testét is. A segélyhívásban (amit a törvényszéken nem játszottak le), a diszpécser megkérdezte, hogy Alexandernek voltak-e öngyilkossági késztetései, vagy valaki bánthatta-e. Alexander barátai kifejezetten Ariast említették meg mint lehetséges gyanúsítottat, arra hivatkozva, hogy Alexander korábban elmondta nekik, hogy a nő kémkedett utána, nézegette a Facebook-fiókját, és kiszúrta autójának kerekeit is. A rendőrség a férfi otthonának átkutatása közben a mosógépben megtalálta Alexander nemrégiben vásárolt fényképezőgépét, amely sérült állapotban volt. A rendőrségnek sikerült visszaállítania az Ariast és Alexandert szexuális töltetű pózokban ábrázoló törölt képeket, amelyek június 4-én, délután kb. 13:40-kor készültek. Az utolsó fotó, amelyen Alexander életben van, zuhanyzás közben készült 17:29-kor. A pillanatokkal ezután készült fotók azt mutatják, hogy a rajtuk szereplő személy, aki vélhetően Alexander, erősen vérzik a fürdőszoba padlóján. A fürdőszobába vezető folyosó falán egy véres tenyérlenyomatot találtak, ami Ariasból és Alexanderból származó DNS-t is tartalmazott.
2008. július 9-én a Maricopa megyei esküdtszék eljárást indított Jodi Arias ellen Travis Alexander szándékos meggyilkolásáért. Az otthonában tartóztatták le július 15-én, szeptember 5-én pedig kiadták Arizonának. Arias szeptember 11-én ártatlannak vallotta magát. Ez idő alatt több különféle beszámolást adott az Alexander halálában való részvételével kapcsolatban. Eleinte azt mondta a rendőrségnek, hogy a gyilkosság napján nem volt Mesában, Alexandert pedig 2008 márciusában látta utoljára. Később már úgy vallott, hogy két illetéktelen hatolt be Alexander otthonába, akik meggyilkolták a férfit, őt pedig megtámadták. Két évvel a letartóztatása után újabb verzióval állt elő, amelyben bevallotta, hogy ő ölte meg ugyan Alexandert, de önvédelemből tette, mert állítása szerint családon belüli erőszak áldozata volt.

## A tárgyalást megelőző időszak
2009. április 6-án a vádlott által benyújtott Maricopa megyei Ügyészi hivatal kizárását megcélzó indítvány felülvizsgálatára irányuló kérvényt elutasították. Május 18-án a bíróság elrendelte Arias IQ- és kompetenciavizsgálatát. Később, 2011 januárjában, a védelem egy jelentése részletesen ismertette Arias ügyvédeinek a szöveges üzenetek és e-mailek beszerzésére tett erőfeszítéseit. Az ügyészség kezdetben azt mondta a védelemnek, hogy nincsenek a birtokukban Alexander által küldött vagy fogadott üzenetek, de később több száz ilyen üzenet felderítését rendelték el az ügyészség számára. A mesai rendőrségi nyomozó, Esteban Flores azt nyilatkozta Arias ügyvédeinek, hogy semmi „rendellenes” nem volt Alexander e-mailjei között abból a körülbelül 8000-ből, amit átadtak a védelemnek 2009 júniusában.

## Tárgyalás

### Az esküdtszék kiválasztása
A tárgyalás a Maricopa megyei legfelsőbb bíróságon kezdődött Sherry K. Stephens bíró előtt 2011. december 10-én. A esküdtek kiválasztása 2012. december 10-én kezdődött meg. A kiválasztás során december 20-án Jodi Arias védőügyvédei azt állították, hogy az ügyészség „szisztematikusan kizárta” a nőket és az afroamerikaiakat. Juan Martinez ügyész elmondta, hogy a származás és a nem nem játszott szerepet a döntéseiben. Stephens bíró úgy ítélte meg, hogy az ügyészség nem mutatott elfogultságot az esküdtszék kiválasztásában.

### A bűnösség kimondása
2013. január 2-án az ügy ismertetése során Martinez ügyész halálbüntetést kért a vádlottra. Ariast két kirendelt ügyvéd képviselte (L. Kirk Nurmi és Jennifer Willmott), akik azzal érveltek, hogy Travis Alexander halálát az önvédelemből elkövetett gyilkosság okozta.
Burns, Arias munkatársa tanúsította, hogy amikor Arias meglátogatta őt Utah-ban, több órán keresztül ölelkeztek és csókolóztak egy babzsákfotelban. Jodi azt mondta neki, hogy a kezét egy törött üveggel vágta meg, miközben munkahelyén, egy Margaritaville nevű étteremben dolgozott. Egy nyomozó kiderítette, hogy Yreka környékén soha nem létezett ilyen nevű étterem, és Arias akkoriban egy Casa Ramos nevű étteremben dolgozott. Később Arias azt vallotta, hogy miután megvágta az ujját, „rengeteg margaritakoktélt kellett készítenie.” Később az ügyészség arra hivatkozva, hogy mivel Alexander holtteste közelében egy 0,25 kaliberes lövedéket találtak, az azt megelőző héten pedig Arias yrekai otthonából elloptak egy azonos kaliberű fegyvert, a betörést a nő szervezte meg, és az ellopott fegyvert használta Alexander megöléséhez. Martinez azt is állította, hogy Arias követte Alexandert, és kétszer kilyukasztotta autójának kerekeit. Ezen túlmenően, a halála előtti utolsó napokban Alexander szociopatának nevezte a nőt, és azt mondta, hogy Jodi „a legrosszabb dolog, ami valaha történt vele”, és kijelentette, hogy fél is tőle.
Arias 2013. február 4-én saját védelme érdekében szólalt fel az esküdtek előtt. Tanúskodása összesen tizennyolc napig tartott, amelyet Mark Geragos büntetőjogi védőügyvéd annak hossza miatt példa nélkülinek nevezett. A tanúságtétele első napján Arias azt mondta, hogy a szülei részéről erőszakos visszaélésnek volt kitéve körülbelül hétéves kora körül. Bevallotta, hogy Reddingben bérelt autót, mert a Budget nevű cég honlapja két bérlési lehetőséget adott számára: egyet északon és egy délen, a bátyja pedig Reddingben élt. A második napon a bírósági emelvényen Arias elmondta, hogy szexuális életük orális, és anális szexből állt, majd azt mondta, hogy ez utóbbi fájdalommal járt számára az első alkalommal, és hogy míg ő ezeket a szexuális formákat valódi szexnek tartotta, Alexander nem, ugyanis szerinte technikailag nem vétettek a Mormon egyház szabályai ellen, hiszen az csak a „szabályos” (vaginális) nemi kapcsolat (házasság előtti) tilalmáról tesz említést. Arias azt mondta, hogy végül közösültek ugyan, de csökkentették az együttlétek számát. Ezután egy olyan telefonbeszélgetést játszottak le, amelyben Alexander azt mondja Ariasnak, hogy ki akarja kötözni őt egy fához, majd análisan közösülni szeretne A Piroska és a farkas c. mese Piroskájának öltözött nővel. Az ötletre Arias lelkesen reagált. Arias Alexander tudta és beleegyezése nélkül rögzítette ezt a beszélgetést, nyilvánvalóan abban reménykedve, hogy ezzel megalázhatja majd a férfit annak mormon hittestvérei előtt. Arias azt is a bíróság elé tárta, hogy Alexander titkon szexuálisan vonzódott a fiatal fiúkhoz és lányokhoz, ő pedig megpróbált segíteni neki ezekkel az ösztönökkel kapcsolatban. Az igazságügyi szakértők úgy vallottak, hogy Alexander számítógépének vizsgálata során nem találtak pornográf anyagot.
Arias bizonyságot tett arról, hogy az Alexanderrel való kapcsolata fizikailag és érzelmileg is egyre inkább bántalmazó kapcsolattá vált. Elmondta, hogy Alexander egyszer megrázta, miközben azt mondta neki, hogy: „Elegem van belőled”, aztán elkezdett ordítozni vele, utána a padlóra dobta a nőt az ágy lábához, és gúnyosan azt mondta: „ne csinálj úgy, mintha fájna!”, majd szajhának nevezte, és bordán rúgta. Utána Arias azt mondta, hogy: „Újra belém akart rúgni, mire én kinyújtottam a kezemet.” A nő felemelte a bal kezét a tárgyalóteremben megmutatva, hogy a gyűrűsujja el van görbülve. Arias szerint a kapcsolatuk működőképtelensége a gyilkosságkor érte el a csúcspontját, amikor is Alexander nagyon dühös lett, mert Arias elejtette a kameráját, ezzel kényszerítve a nőt, hogy az életért küzdjön és önvédelmet gyakoroljon. Ez már a harmadik verzió volt, amivel Arias előállt Alexander halálával kapcsolatban, amely miatt mind az ügyészek, mind a tárgyalóterem megfigyelői, mind az esküdtek úgy érezték, hogy komoly csorba esett a vádlott szavahihetőségén. Az ügyészség Alexandert védő tanúi között a sértett több korábbi barátnője is jelen volt, akik kijelentették, hogy soha nem tapasztaltak haragot vagy erőszakot a férfi részéről.
Arias megjegyzéseket fűzött az Inside Edition c. hírműsorban vele 2008 szeptemberében készült interjúhoz, amelyet korábban a tárgyalás során játszottak le. Az interjúban azt állította: „Egyetlen bíróság sem fog elítélni engem… mert ártatlan vagyok. Megjegyezhetik a szavaimat.” Arias a nyilatkozatot a tanúvallomása során így magyarázta: „Az interjú idején öngyilkosságot forgattam a fejemben. Szóval teljesen biztos voltam benne, hogy egyetlen bíróság sem fog elítélni, mert úgy terveztem, hogy önök közül senki sem lesz itt.” Az Ariasnak szánt keresztkérdések végén Martinez visszajátszotta a videót, és arra szólította fel Ariasot, hogy erősítse meg, hogy az interjú során azt mondta, hogy nem fogják elítélni, mert ártatlan. Amikor Martinez kérdéseket tett fel neki, Arias kezdetben harcias és cinikus volt, de néhány nap múlva Martinez képes volt kiemelni a nő bizonyságából számtalan hazugságot és következetlenséget, így Arias elismerte Alexander megkéselését és lelövését, annak ellenére, hogy korábban azt állította, hogy ez az időszak kiesett az emlékezetéből. A bizonyítási fázis végén az esküdtszék elnöke, William Zervakos az esküdtek és a megfigyelők közös véleményét fejezte ki, amikor elmondta az ABC Good Morning America-nak, hogy Arias bizonysága nem tett neki jót. „Azt hiszem, ez a tizennyolc nap mély nyomot hagyott benne. Úgy érzem, nem volt jó tanú” – mondta.
Március 14-től Richard Samuels pszichológus közel hat napig tanúskodott a védelem oldalán. Azt mondta, Arias valószínűleg akut stresszt szenvedett el a gyilkosság idején, ami az ún. „üss vagy fuss” nevű önvédelmi reakciót váltotta ki nála, aminek következtében az agya nem raktározta el a történteket. Az esküdtszék arra irányuló kérdésére, hogy ez az eshetőség akkor is előfordulhat-e, ha ez egy előre megfontolt szándékkal elkövetett gyilkosság, mint ahogy azt az ügyészség állítja, így válaszolt: „Hogy lehetséges-e? Igen. Hogy valószínű-e? Nem.” Samuels Ariasnál poszttraumás stressz-rendellenességet (PTSD) is diagnosztizált. Martinez megtámadta Samuels hitelességét, arra alapozva, hogy bizalmas kapcsolatba került Ariasszal, emiatt pedig elfogultan látja a helyzetet. Samuels korábban azt mondta, hogy megkegyelmezne Ariasnak. Március 26-tól kezdődően Alyce LaViolette, egy, a családon belüli erőszakra szakosodott pszichoterapeuta megerősítette, hogy Arias a családon belüli erőszak áldozata volt, és elmondta, hogy a legtöbb áldozat nem mesél senkinek a visszaélésről, mert szégyellik és megalázottnak érzik magukat. LaViolette így foglalta össze Alexander közeli barátai e-mailjeinek tartalmát: „Tulajdonképpen azt tanácsolták Arias kisasszonynak, hogy lépjen ki ebből a kapcsolatból… mivel Alexander korábban már tanúsított erőszakot nőkkel szemben.” A bíróság közel 160 kérdést vetett fel LaViolette-nek, melyek közül sok Arias szavahihetőségét kérdőjelezte meg.
Janeen DeMarte klinikai pszichológus az ügyészség oldalán tanúskodott, mely során kimondta, hogy nem talált bizonyítékot Alexander Ariasszal szembeni visszaélésére, és nincs bizonyíték arra sem, hogy a vádlott PTSD-ben vagy amnéziában szenvedne. Ezen túlmenően azt állította, hogy egy hosszú időszak emlékezetből való kiesése ellentétes természetű a PTSD-vel összefüggő traumás amnéziával, mert ez utóbbi a memóriában sokkal rövidebb kieséseket okozva nyilvánul meg. Mindemellett DeMarte elmondta, hogy Ariasnak borderline személyiségzavara van, hiszen a nő az éretlenség jeleit és „instabil identitást” mutat. Azok az emberek, akik ilyen betegségben szenvednek, rettegnek a mások általi elhagyástól – mondta DeMarte. A végső védelmi tanú dr. Robert Geffner pszichológus volt, aki elmondta, hogy DeMarte borderline-diagnózisa „nem megfelelő”, és hogy az Ariason végzett minden vizsgálat a letartóztatás traumája által okozott szorongásos zavarra mutatott. Hozzátette, hogy a tesztek azt mutatták, hogy Jodi őszintén válaszolt a kérdésekre. Geffner beszédét követően az ülés ismét dr. Horn-ot szólította, aki további bizonyítékokat tárt fel a lőtt sebbel kapcsolatban, majd felszólította dr. Jill Hayes igazságügyi neuropszichológust, aki vitatta Geffner véleményét, miszerint az MMPI-teszt nem alkalmas a borderline személyiségzavar diagnosztizálására.
Április 24-én Jodi Arias korábbi tanúvallomásaira reagálva, mely alapján 2008. június 3-án egy ötgallonos gázkannát vásárolt a salinasi Walmartból, de még aznap vissza is vitte azt, az ügyész Amanda Webbet, egy salinasi Walmartban dolgozó eladót szólított fel beszédre. Webb állította, hogy a Walmart felvételei alapján senki nem vitt vissza ötgallonos gázkannát az említett időpontban, és hogy Arias azt egy héttel később vitte vissza, nem pedig június 3-án. Ezt egy fontos bizonyítéknak ítélték meg az előre megfontolt szándék megállapításában, mivel az ügyész szerint Arias így próbálta elkerülni, hogy rögzítsék őt a benzinkutak biztonsági kamerái, amikor Mesába vezetett.
A május 4-i zárótárgyaláson Arias védelme azzal érvelt, hogy az előre megfontolt szándék-elmélet nem logikus. „Mi történt az adott pillanatban? A kapcsolat, a kapcsolat, ami maga volt a káosz, maga is káosszal ért véget. Nincs semmi jele, hogy ami történt június 4-én a fürdőszobában, az előre megtervezett volt… Nem lehetséges az, hogy azok után, amiken ebben a kapcsolatban keresztülmentek, egyszerűen hirtelen tette, amit tett?… Végső soron, ha Arias kisasszony bűnös egyáltalán valamiben, akkor az a bűncselekmény az (erős felindulásban elkövetett) emberölés, és semmi több.” Ennek cáfolására Martinez részletesen leírta Alexander sérüléseinek nagyságát és sokféleségét. „Nincs bizonyíték arra, hogy valaha is kezet emelt volna Ariasra. Semmi nem utal arra, hogy ez kevesebb egy mészárlásnál. Lehetetlen volt lecsillapítani ezt a nőt, aki egész egyszerűen nem akarta békén hagyni Alexandert” – mondta.
Arias vallomása a tárgyaláson a védelmi beszéddel együtt igen hosszúra nyúlt, ami problémákhoz vezetett az esküdtek megtartásával kapcsolatban. Április 3-án elbocsátották az esküdtszék egyik tagját egy „tévedés” miatt. A védelem újratárgyalást kért, amit a bíró megtagadott. Április 12-én egy újabb esküdt távozott egészségügyi okok miatt. A harmadik tagot április 25-én bocsátották el, miután letartóztatták ittas vezetésért. 2012. április 25-től a védelmi költségek már közel 1,7 millió dollárt emésztettek fel az adófizetők pénzéből.
2013. május 7-én, 15 órányi tanácskozás után Ariast bűnösnek mondták ki szándékos emberölés bűntettében. A tizenkét esküdt közül öten találták bűnösnek előre megfontolt szándékkal elkövetett emberölés bűntettében, hét esküdt pedig helyénvalónak találta mind az előre megfontolt szándékot, mind az aljas indokot. Ahogy felolvasták az ítéletet, Alexander családja elmosolyodott, majd megölelték egymást. A tárgyalóteremen kívüli emberek éljenezni és kántálni kezdtek.

### A súlyosbító körülmények feltárása
A szándékos emberölés megállapítását követően az ügyészségnek arról kellett meggyőznie a bírákat, hogy a gyilkosság „kegyetlen, szörnyű vagy aljas” volt annak érdekében, hogy megállapíthassák, hogy Arias halálra ítélhető-e. A tárgyalás ezen szakasza 2013. május 15-én kezdődött. Az egyetlen tanú volt a boncolást végző orvosszakértő volt. Arias ügyvédei, akiktől többször azt kérték, hogy lépjenek vissza az ügytől, csak rövid nyitó és záró nyilatkozatokat adtak, amelyekben azt állították, hogy az Alexandert az adrenalin hatása megakadályozhatta abban, hogy komolyabb fájdalmat érezzen a halála során. Martinez ügyész bemutatta a bíráknak a holttestet és a bűncselekmény helyszínét, majd két percig némán hallgatott, hogy bemutassa, mennyi ideig tartott Alexander haláltusája. Kevesebb mint háromórányi tanácskozás után az esküdtszék megállapította, hogy Arias „jogosult” a halálbüntetésre.

### Büntetőfázis
A büntetőfázis 2013. május 16-án kezdődött, amikor az ügyészek Alexander családtagjait az „áldozatot ért hatás-nyilatkozatok” előadására kérték fel annak érdekében, hogy meggyőzzék a bírákat arról, hogy Arias bűncselekménye halálos ítéletet érdemel.
Május 21-én Ariasnak felajánlották egy rövid beszéd lehetőségét, amelyben életfogytiglani börtönbüntetésért könyörgött. Arias elismerte, hogy az életért való esedezés ellentétben állt az ítélethirdetés után egy tévériportban tett kijelentésével, miszerint inkább a halálbüntetést választaná. „Akárhányszor is ezt mondtam, komolyan gondoltam, de akkoriban nem láttam magam előtt jövőt. „Egészen mostanáig nem tudtam elképzelni, hogy önök előtt fogok állni és az életemért könyörgöm majd.” Azt mondta, azért gondolta meg magát, hogy ne okozzon még több fájdalmat a családtagjainak (akik a tárgyalóteremben is ott voltak). A tárgyalás egy pontján egy fehér pólót is elővett, és felemelt a bírák felé, amelyen a „túlélő” szó szerepelt, majd hozzátette, hogy ezeket a pólókat értékesítésre szánja, a befolyt jövedelem egészét pedig a családon belüli erőszak áldozatainak ajánlja majd fel. Azt is elmondta, hogy börtönben eladományozza a haját is a Locks of Love nevű szervezetnek, ahogy már háromszor is megtette a börtönben.
Azon az estén egy a The Arizona Republic (folyóirat), a KPNX-TV és NBC 'Today' c. műsor közös börtöninterjújában Arias azt mondta, nem tudja, hogy a bíróság az élet vagy halál mellett fog-e dönteni. „Bármi is lesz a döntésük, el kell fogadnom, nincs más választásom.” Az ítéletet illetően ezt nyilatkozta: „Nagyon irreálisnak tűnt. Az esküdtszék tulajdonképpen cserbenhagyott. Azt reméltem, hogy meglátják a dolgok valódi mivoltát. Nagyon szörnyen éreztem magam a családom miatt és azért, hogy mit gondolhattak.”

## Fordítás
- Ez a szócikk részben vagy egészben  a   Murder of Travis Alexander című angol Wikipédia-szócikk ezen változatának fordításán alapul.  Az eredeti cikk szerkesztőit annak laptörténete sorolja fel. Ez a jelzés csupán a megfogalmazás eredetét és a szerzői jogokat jelzi, nem szolgál a cikkben szereplő információk forrásmegjelöléseként.